# Ligue fantasy
Pour les articles homonymes, voir Fantasy (homonymie).
La fantasy ou ligue fantasy (en anglais : fantasy sport), également connue en anglais sous le nom de rotisserie, roto, fantasy league ou owner simulation, est un jeu où les participants endossent le rôle de propriétaires d'équipes sportives, et défient d'autres joueurs sur la base des résultats des vrais joueurs et équipes. En fonction de la pertinence des choix stratégiques effectués, le joueur de fantasy reçoit un certain nombre de points. Comme un véritable propriétaire d'équipe, le joueur peut vendre, acheter ou rompre le contrat d'un membre de son équipe. 

## Histoire
La fantasy est apparue dans les années 1960 sous le nom de rotisserie, et les calculs statistiques étaient effectués à la main. Elle est à l'origine pratiquée autour de sports nord-américains tels que le football américain, le basket-ball et le hockey sur glace. Elle a connu un fort développement depuis les années 2000, grâce à Internet, et s'est étendue à de nombreux autres sports, tels que le sport automobile, le football, le rugby et le golf.
Encore peu développée hors de l'Amérique du Nord, la fantasy comptait 33,5 millions de pratiquants aux États-Unis en 2013, soit 10 % de la population, et représentait un marché de près de trois milliards de dollars. En 2016, l'Italie et l'Angleterre ont régulé la Fantasy League. En France, l'ARJEL n'a pas encore créé de licence spécifique. La Ligue fantasy est pour le moment considérée comme une branche des paris sportifs aussi bien du point de vue de la licence que du modèle de taxation des opérateurs. A ce titre, seuls les sites possédant déjà une licence de bookmaker peuvent proposer ce type de jeu, ce qui rend son développement plus compliqué.
Les ligues fantasy sont des ligues sportives virtuelles où des joueurs endossent le rôle d'entraîneurs. Chaque joueur est responsable de la composition de sa propre équipe et dispose d'un budget virtuel. Il peut négocier avec d'autres participants l'achat ou la vente d'un joueur. Après chaque match, le joueur reçoit un nombre de points qui varie en fonction de la pertinence des choix stratégiques effectués. Les statistiques du jeu sont basées sur les statistiques réelles des joueurs. 
L'objectif est d'accumuler le maximum de points et d'arriver en tête du classement virtuel. En fonction du site hébergeur, des récompenses peuvent être mises en jeu. Les plates-formes en ligne de fantasy peuvent être gratuites, mais la plupart sont payantes : aux États-Unis, chaque joueur y consacre en moyenne 111 dollars par an.
En France, Mon petit gazon et Fantasyfoot.fr ont adapté ce modèle gratuitement pour certains championnats de football européens.

### Daily Fantasy Sport
Une nouvelle branche des ligues de fantasy est apparu dans les dernières années, le daily fantasy sport. Il est monté rapidement en popularité avec la réglementation du poker en ligne aux États-Unis en 2011. Les créateurs du DFS ont vu une brèche dans la réglementation sur le jeu en ligne par rapport à la ligue fantasy, ce qui leur a permis de créer le daily fantasy sport. Il a connu alors une forte croissance du nombre de joueurs jusqu'à atteindre 57 millions de participants en 2017. Le daily fantasy sport consiste en des pools (ligue fantasy) qui sont concentrés sur une semaine ou moins et est légal aux É.-U. et au Canada.

## La fantasy dans la culture populaire
Très importantes dans la culture nord-américaine, les ligues fantasy sont mentionnées dans de nombreuses productions culturelles. Le journaliste Max Handelman en est l'un des principaux spécialistes. La série The League suit la vie de cinq trentenaires membres d'une ligue fantasy. 